# 建設發展辦公室
建設發展辦公室（葡萄牙語：Gabinete para o Desenvolvimento de Infra-estruturas）是澳門特別行政區的政府部門，於2000年5月22日成立並由運輸工務司監督。負責促進及協調一切澳門特別行政區建設體系的保養、現代化及發展方面的活動。
2022年4月1日，本辦公室將撤銷，在基礎上與原有的土地工務運輸局公共建築廳及基礎建設廳的職責及權限下成立澳門特別行政區政府公共建設局。

## 組織法例
- 第68/2000號行政長官批示（2000年5月22日《澳門特別行政區公報》)設立建設發展辦公室。
- 第147/2015號行政長官批示（2015年6月15日《澳門特別行政區公報》）延長建設發展辦公室的預計存續期。

## 職責
- 研究、協調及執行港珠澳大橋澳門著陸點配套設施的興建計劃，包括其接駁通道及其他輔助補充性質的基建設施；
- 向參與港珠澳大橋相關協調小組的澳方代表提供技術及行政支援；
- 按照澳門特別行政區的實際需要，參與由特區政府指定，在粵澳合作範圍內的建設項目的發展計劃；
- 研究、協調及執行澳門特別行政區內各項大型基建設施的發展計劃；
- 執行與公共工程承攬、取得財貨及勞務的判給，準備合同，協調監督工作及測試基礎建設相關的工作；
- 推動直接或間接參與研究、開展工程或提供勞務及財貨的各部門和實體的合作；
- 推動及跟進各項陸上、海港及空港口岸基礎建設計劃的執行及現代化；